# 布莱辛·奥布鲁度度
布莱辛·奥布鲁度度（英語：Blessing Oborududu，1989年3月12日—），尼日利亚女子自由式摔跤运动员。她于2020年东京奥运会上获得女子自由式68公斤级摔跤银牌，也是尼日利亚首名获得奥运摔跤奖牌的运动员。

## 职业生涯
2007年，奥布鲁度度受邀参加非洲运动会。她的父母起初强烈反对她成为摔跤手，因为他们认为摔跤是男性的运动。奥布鲁度度崇拜加拿大籍摔跤手丹尼尔·依加利，后者是第一个生于尼日利亚的奥运摔跤项目奖牌获得者。
奥布鲁度度自2009年起连续11年获得非洲摔跤锦标赛的金牌，获奖项目遍及59、63、68、69等公斤级；只有2012年因备战伦敦奥运会而未参加。在伦敦奥运的赛场上，她于女子自由式摔跤63公斤级的比赛中负于莫妮卡·米查利克，止步1/8决赛。
2014年英联邦运动会上，奥布鲁度度获得女子中量级自由式摔跤铜牌。两年后的里约奥运会上，她在第二回合输给蒙古国选手巴图其其格‧索隆宗博尔德。次年，奥布鲁度度在第4届伊斯兰团结运动会上获得女子63公斤级金牌；2018年，她又在于澳大利亚黄金海岸举行的第21届英联邦运动会上战胜加拿大选手丹妮尔·拉帕吉夺得68公斤级摔跤的金牌。
2021年4月，奥布鲁度度于非洲及大洋洲摔跤奥运资格赛取胜，获得参与2020年东京奥运会的资格。8月4日，她在女子68公斤级自由式摔跤决赛中以1－4负于美国选手塔米拉·门萨，为尼日利亚代表团获得该届奥运会的首枚奖牌，以及该国首枚摔跤项目的奖牌。

## 附录

### 注解
1. 1 2  原定于2020年举行的第32届夏季奥运会由于2019冠状病毒病疫情推迟至2021年，但仍保留原名称。